# Aeroportul Paranavaí
Aeroportul Paranavaí (IATA: PVI, ICAO: SSPI) este un aeroport din Paraná, Brazilia ce deservește zona Paranavaí. Aeroportul a fost tranzitat în 2020 de 295 de pasageri. A fost numit după zona deservită.
Situat la o altitudine de 474 m, aeroportul dispune de 1 pistă. Este operat de Paranavaí.

## Infrastructură

### Piste
Aeroportul dispune de o singură pistă. Pista 13/31 are suprafața de asfalt și dimensiunile 1.500 m × 30 m. 